# طوم بوجس
طوم بوجس (بالدنماركية: Tom Bogs)‏ مواليد 21 نوفمبر 1944 في كوبنهاغن، هو ملاكم محترف دانمركي سابق صنّف ضمن فئة وزن خفيف الثقيل. سبق أن شارك في دورة الألعاب الأولمبية الصيفية سنة 1964.

## إحصائيات
خاض خلال مسيرته 87 نزالا، فاز في 77 وتعادل في 1 وخسر في 8. فاز بالضربة القاضية في 25 نزالا.

## روابط خارجية
- طوم بوجس على موقع IMDb (الإنجليزية)
- طوم بوجس على موقع قاعدة بيانات الفيلم (الإنجليزية)
- طوم بوجس على موقع بوكس ريك (الإنجليزية) (registration required)
- طوم بوجس على موقع أوليمبيديا (الإنجليزية)